# 楊璧 (景泰進士)
楊壁（1424年—？），字應奎，直隸太平府當塗縣人，軍籍，明朝政治人物。進士出身。

## 生平
應天府鄉試第一百四十八名。景泰五年（1454年）甲戌科會試第二百十八名，殿試登進士第三甲第八十五名。

## 家族
曾祖父楊景山。祖父楊名達。父亲楊恭，曾任典史。